# TVB煲劇台電視劇集列表 (2015年)
本列表列出2015年由香港無綫網絡電視煲劇台（12月29日後稱為精選亞洲劇台）所播放的劇集。

## 往年節目
S.O.P.女王、敗犬女王、杜拉拉之似水年華、戀夏38℃、愛情睡醒了、辣媽正傳、小兒難養、無間雙龍、步步驚情、星夢高飛、懷抱太陽的月亮、來自星星的你、花樣男子、信義、繼承者們、鄰家花美男、原來是美男、愛漫弦、天國的階梯、寧死不輸、奇怪的保姆、夢想飛行Good Luck、宮本武藏、律政英雄、律政英雄之小鎮風雲、原來愛·就是甜蜜、真愛找麻煩、真愛趁現在、幸福選擇題、我的自由年代